# مارك شالر
مارك شالر (بالإنجليزية: Mark Schaller)‏ هو عالم نفس أمريكي، ولد في 27 نوفمبر 1962 في بالو ألتو في الولايات المتحدة.

## وصلات خارجية
- الموقع الرسمي